# Elena Congost
Elena Congost Mohedano (Castelldefels, 20 de septiembre de 1987) es una deportista española que compite en atletismo adaptado. Ganó dos medallas en los Juegos Paralímpicos de Verano en los años 2012 y 2016.
Fue famosa por su participación en el maratón T12 de los Juegos Paralímpicos de París 2024. Allí fue desposeída del tercer puesto por soltar la cuerda de su guía Mia Carol, a escasos metros de la meta para ayudarla con unos calambres.

## Palmarés internacional
| Juegos Paralímpicos | Juegos Paralímpicos     | Juegos Paralímpicos | Juegos Paralímpicos |
| Año                 | Lugar                   | Medalla             | Prueba              |
| ------------------- | ----------------------- | ------------------- | ------------------- |
| 2012                | Londres (Reino Unido)   | Medalla de plata    | 1500 m T12          |
| 2016                | Río de Janeiro (Brasil) | Medalla de oro      | Maratón T12         |